# San José del Progreso
San José del Progreso es una localidad del estado mexicano de Oaxaca. Es cabecera del municipio de San José del Progreso.

## Demografía
| Censo | Población |
| ----- | --------- |
| 1900  | 1 914     |
| 1910  | 2 324     |
| 1921  | 1 382     |
| 1930  | 1 642     |
| 1940  | 1 123     |
| 1950  | 1 091     |
| 1960  | 1 289     |
| 1970  | 1 510     |
| 1980  | 1 341     |
| 1990  | 2 013     |
| 1995  | 2 256     |
| 2000  | 2 172     |
| 2005  | 2 521     |
| 2010  | 2 833     |
| 2020  | 3 583     |